# Cynorta bifurcata
Cynorta bifurcata is een hooiwagen uit de familie Cosmetidae.